# Herpeperas griseoapicata
Herpeperas griseoapicata is een vlinder uit de familie spinneruilen (Erebidae). De wetenschappelijke naam is voor het eerst geldig gepubliceerd in 1940 door Gaede.
De soort komt voor in tropisch Afrika.